# Reynolds County
Reynolds County är ett administrativt område i delstaten Missouri, USA, med 6 696 invånare. Den administrativa huvudorten (county seat) är Centerville. 

## Geografi
Enligt United States Census Bureau så har countyt en total area på 2 109 km². 2 101 km² av den arean är land och 8 km² är vatten.    

### Angränsande countyn
- Dent County - nordväst
- Iron County - nordost
- Wayne County - sydost
- Carter County - söder
- Shannon County - väst